# La Perla (Granada)
La Perla es una localidad y pedanía española perteneciente al municipio de Motril, en la provincia de Granada, comunidad autónoma de Andalucía. Está situada en la parte central de la comarca de la Costa Granadina. Cerca de esta localidad se encuentran los núcleos de Calahonda, Carchuna y La Chucha.
En pleno cabo Sacratif, La Perla es el segundo pueblo más meridional de toda la provincia de Granada, solo por detrás de Calahonda.

## Demografía
Según el Instituto Nacional de Estadística de España, en el año 2022 La Perla contaba con 116 habitantes censados, lo que representa el 0,2% de la población total del municipio.

### Evolución de la población
| Gráfica de evolución demográfica de La Perla entre 2012 y 2022 |
|                                                                |
| Datos según el nomenclátor publicado por el INE.               |